# 우치 명예의 거리

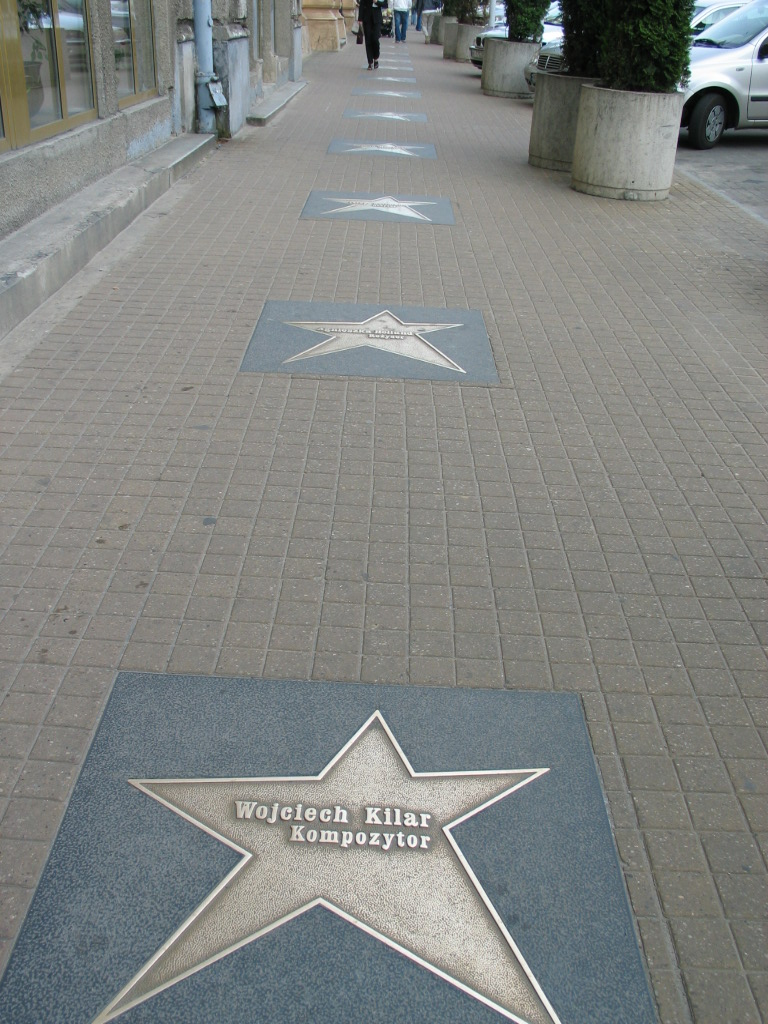
우치 명예의 거리

우치 명예의 거리(폴란드어: Łódzka Aleja Gwiazd)는 폴란드 우치주 우치 피오트르코프스카 거리에 있는 길이다. 할리우드 명예의 거리를 모델로 한 거리를 만드는 아이디어는 1996년에 얀 마훌스키가 내놓았다. 배우 안제이 세베린을 위한 최초의 황동 별은 1998년 5월 28일에 설치되었다. 짝수 면(동쪽)에는 감독과 촬영 감독의 별이 있고, 홀수 면(서쪽)에는 배우의 별이 있다.